# Pupinidae
Pupinidae é uma família taxonômica de caracóis terrestres com um opérculo, molusco gastrópode terrestre na superfamília Cyclophoroidea.

## Distribuição
A distribuição da família Pupinidae inclui Himalaia, Assam, Mianmar, Malásia peninsular, Sumatra, Bornéu, Filipinas, Vietnã, Tailândia, Austrália, Melanésia, Micronésia e Papua Nova Guiné.

## Taxonomia

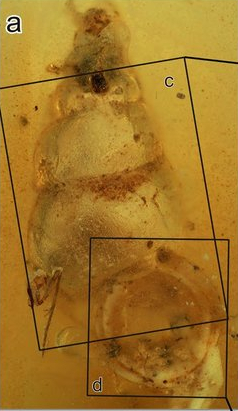
†Exemplo de um Pupinidae

Subfamílias e gerações dentro da família Pupinidae incluem:
Pupininae L. Pfeiffer, 1853
- Alpinipupina Stanisic, 2010
  - Callianella R. B. Newton, 1891[1]
  - Cordillerapina Stanisic, 2010
  - Hargravesia H. Adams, 1871
  - Hildapina Iredale, 1940
  - Ischurostoma Bourguignat, 1874
  - Moulinsia Grateloup, 1840[1]
  - Necopupina Iredale, 1937
  - Porocallia Möllendorff, 1893
  - Pupina Vingard, 1829[1][4]
  - Signepupina Iredale, 1937
  - Siphonostyla Kobelt, 1897
  - Tylotoechus Kobelt & Möllendorff, 1897

Liareinae Powell, 1946 - synonym: Cytoidae Climo, 1969 (n.a.) = not available name
Pollicariinae Thiele, 1929
- Pollicaria Gould, 1856[1]
- Hybocystis Benson, 1859: synonym of Pollicaria A.A. Gould, 1856

Pupinellinae Kobelt, 1902 - synonyms: Ventriculidae Wenz, 1915, Pollicariini Thiele, 1929
- Bellardiella Tapparone Canefri, 1883
- Csomapupa Páll-Gergely, 2015
- Hedleya Cox, 1892
- Nodopomatias Gude, 1921
- Pseudopomatias Möllendorff, 1885[1]
- Pupinella Gray [in Baird], 1850 - type genus of the subfamily Pupinellinae[1][4]
- Raphaulus Pfeiffer, 1856[1]
- Scaeopupina Iredale, 1941
- Schistoloma Kobelt, 1902[1][2]
- Streptaulus Benson, 1857[1]
- Tortulosa Gray, 1847[1]
- Vargapupa Páll-Gergely, 2015

subfamilía incertae sedis
- Suavocallia Iredale, 1933[5]

## Ecologia
Esses caracóis vivem em florestas úmidas leaf litter.